# ماریانا ایوانیشین
ماریانا ایوانیشین (انگلیسی: Maryana Ivanishyn؛ زادهٔ ۲۴ اوت ۱۹۹۲) بازیکن فوتبال اهل اوکراین است.
وی همچنین در تیم ملی فوتبال زنان اوکراین بازی کرده‌است.